# Spinotarsus glomeratus
Spinotarsus glomeratus är en mångfotingart som beskrevs av Kraus 1960. Spinotarsus glomeratus ingår i släktet Spinotarsus och familjen Odontopygidae. Inga underarter finns listade i Catalogue of Life.